# Високий Камінь (село)
Висо́кий Камі́нь — село в Україні, у Старосілецькій сільській територіальній громаді Житомирського району Житомирської області. Кількість населення становить 67 осіб (2001).

## Населення
Відповідно до результатів перепису населення СРСР, кількість населення, станом на 12 січня 1989 року, становила 110 осіб. Станом на 5 грудня 2001 року, відповідно до перепису населення України, кількість мешканців села становила 67 осіб.

## Історія
Станом на 31 січня 1928 року — хутір Городської сільської ради Коростишівського району Житомирської області. На 10 лютого 1952 року числився таким, що підлягав перетворенню на село. 5 березня 1959 року, внаслідок об'єднання сільських рад, підпорядковане Козіївській сільській раді Коростишівського району. 18 березня 1992 року, відповідно до рішення Житомирської обласної ради, включене до складу відновленої Городської сільської ради Коростишівського району.
12 червня 2019 року увійшло до складу новоствореної Старосілецької сільської територіальної громади Коростишівського району Житомирської області. Від 19 липня 2020 року, разом з громадою, в складі новоствореного Житомирського району Житомирської області.